# Ataxophragmiina
Ataxophragmiina es un suborden de foraminíferos del orden Loftusiida que agrupa taxones tradicionalmente incluidos en el suborden Textulariina del orden Textulariida. Su rango cronoestratigráfico abarca desde el Anisiense (Triásico medio) hasta la Actualidad.

## Clasificación
Ataxophragmiina incluye a la siguiente superfamilia:
- Superfamilia Ataxophragmioidea